# Blastocladia pringsheimii
Blastocladia pringsheimii är en svampart som beskrevs av den tyske fykologon och paleontologen Reinsch 1877. Blastocladia pringsheimii ingår i släktet Blastocladia och familjen Blastocladiaceae.   Inga underarter finns listade i Catalogue of Life.